# Ipertempo
L'Ipertempo è un concetto immaginario presentato nella serie a fumetti del 1999 The Kingdom, sia come spiegazione a tutto tondo per ogni discrepanza nelle storie della continuità dell'Universo DC sia come variazione o sottoinsieme del multiverso che esistette prima della Crisi sulle Terre infinite.

## Nei fumetti

### Il concetto

#### The Kingdom
La premessa di base dell'idea fu riassunta dallo scrittore Mark Waid come "È tutto vero". Si presume che tutte le storie mai raccontate su un determinato personaggio siano egualmente storie valide. Per esempio, nonostante le evidenti contraddizioni tra le versioni di Superman (e le sue avventure, i personaggi di supporto e le ambientazioni) che compaiono in:
- fumetti dei tardi anni trenta e anni quaranta di Joe Shuster e Jerry Siegel;
- serie TV degli anni cinquanta con protagonista George Reeves;
- fumetti degli anni sessanta e anni '70 raffigurati da Kurt Schaffenberg o Curt Swan;
- film del 1978 con protagonista Christopher Reeve e i successivi sequel;
- serie TV degli anni novanta Lois & Clark - Le nuove avventure di Superman con protagonista Dean Cain;
- serie TV Smallville degli anni 2000 con protagonista Tom Welling;
- universo animato DC di Bruce Timm e Paul Dini;
- film Superman Returns con protagonista Brandon Routh,

nessuna di queste sostituisce le altre come canone. Ciò rappresenta un rifiuto dell'approccio standard alla continuity nei fumetti sui supereroi, in cui solo la versione correntemente utilizzata è considerata valida, rendendo le storie precedenti, che non hanno niente a che fare con la versione utilizzata, ufficialmente apocrife.
Come si vede nelle storie dei fumetti, l'Ipertempo è un costrutto superdimensionale che - sotto circostanza davvero limitate (decise dagli editori nel mondo reale, e da varie regole presenti nelle storie dello stesso Universo DC) - può permettere a diverse versioni dei personaggi di una continuità di interagire con le versioni di un'altra. Per esempio, in The Kingdom, una versione di Superman estrapolata dal futuro incontrò la propria versione di Siegel e Shuster.
L'Ipertempo funziona così: la linea temporale e la continuity di fondo di ogni storia sono come un fiume, con un numero quasi infinito di effluenti che si diramano. Nella maggior parte dei casi queste linee temporali alternative stanno per conto loro senza intersecarsi con la linea temporale principale. In alcune occasioni, le diramazioni ritornano, ridistribuendosi nella linea principale - a volte permanentemente, a volte temporaneamente. Così la storia può cambiare momentaneamente e quindi ricambiare (oppure no). A causa delle linee temporali alternative che si "scindono" dal flusso principale, per quanto possa essere stato lungo, innumerevoli versioni diverse di ogni personaggio o situazione possono nei fatti esistere. Se dei personaggi di un Ipertempo molto diverso si spostano in un altro, questo accelera il processo di cambiamento, causando un cambiamento notevole (anche se più breve) della linea temporale (per esempio quando i Titans furono visitati dalle loro controparti di The Kingdom, Jesse Quick fu brevemente rimpiazzata da una versione di sé che adottò l'identità di Liberty Belle di sua madre).

#### Abbandono
L'ipertempo fu frequentemente utilizzato nei fumetti DC successivamente alla sua introduzione in The Kingdom, dietro la spinta dei suoi ideatori e proponitori, gli scrittori Mark Waid e Grant Morrison, che lavoravano in altre aziende dell'industria del fumetto (principalmente alla Marvel Comics). Mentre il concetto fu utilizzato in due storie a più parti coinvolgenti il Superboy della Modern Age e Walter West, il Flash Oscuro, molti scrittori (come lo scrittore di Titans Jay Faerber) videro che i loro tentativi di utilizzare l'Ipertempo nelle storie da loro ideate erano respinti totalmente oppure modificati a tal punto da non permettere nessun tentativo di successivo ampliamento sul concetto.
Nel luglio 2005, durante un'intervista promozionale al San Diego Comic-Con, l'editore esecutivo della DC Comics, Dan DiDio, sconfessò effettivamente il concetto dell'Ipertempo, affermando che non sarebbe più stato utilizzato in futuro nei fumetti dell'Universo DC.
La serie Crisi infinita risolse i problemi di continuity in modo ben diverso, secondo DiDio, che in un'intervista a Newsrama disse "La grande innovazione riguardo alla Crisi è che tutti gli errori e le retcons sono anomalie temporali". La soluzione di DiDio, come visto nelle pagine di Crisi infinita, postulò i cambiamenti di realtà come "onde di continuità", generate da Superboy-Prime che colpiva i muri della sua prigione extradimensionale.

#### 52
Durante la serie settimanale 52 (co-scritta, tra l'altro, dai due ideatori del concetto Waid e Morrison) Skeets/Mr. Mind si confrontò con Waverider e si riferì a lui come al "profeta dell'Ipertempo" e delle linee temporali divergenti. Parlando del nuovo multiverso da 52 Terre, Dan DiDio affermò che "ogni Terra possiede la sua dimensione parallela, linee temporali divergenti, microversi, ecc". Infatti, numerose linee temporali divergenti da lì in poi si diramarono in una singola Terra con, almeno su Nuova Terra, Booster Gold, Goldstar, Supernova e Rip Hunter con il titolo di nuovi Time Masters, il cui ruolo era di resettare le diverse linee temporali riportando il continuum ad una singola catena di eventi. Il criminale Time Trapper fece ritorno per attaccare la Legione dei Super-Eroi ancora una volta creando microversi e dimensioni in miniatura per minacciare i suoi nemici confondendone il passato.

#### Booster Gold
Nel n. 30 della serie omonima troviamo un solo riferimento all'Ipertempo fatto dalla versione futura di Booster Gold a suo figlio, Rip Hunter, che ne da una spiegazione endo-universale dell'origine del concetto. Piuttosto che una retcon, il Booster Gold più anziano spiegò che, per assicurare la stabilità della linea temporale principale, andò ad impartire una missione a sé stesso con il ruolo di espurgare le linee temporali divergenti da ogni singolo universo nell'attuale multiverso DC, fissando la linea temporale in uno stato solido e coesivo.